# Софіївська Борщагівка
Софі́ївська Борщагі́вка — село в Україні, в Бучанському районі Київської області. Входить до складу Борщагівської сільської громади. Розташоване у передмісті Києва, з яким розмежоване Кільцевою дорогою, на півночі межує з селом Петропавлівська Борщагівка, на півдні — з містом Вишневе.

## Назва
Назва походить від Софійського монастиря, якому це село належало. Окрім Софійської Борщагівки в Києві та Київській області існують також Микільська Борщагівка, Братська Борщагівка, Михайлівська Борщагівка, Південна Борщагівка, Петропавлівська Борщагівка.

## Історія
Село засноване у 1497 році.
Відоме з XVI століття як володіння Софійського монастиря; у 1590 р. київський митрополит Михайло Рогоза дав грамоту «землянину Єфиму Олешковичу» на «ленное владение земли со всеми угодьями», що належали Софіївському монастирю. У XVII—XVIII століттях фігурувало як Мильківщина та Праведніцька земля. З 1937 по 2020 рік входив до складу Києво-Святошинського району. Нині частина Бучанського району.
2010 року на околиці села мормонами було збудовано Київський український храм. 29 серпня 2010 року будівлю храму освятив президент Церкви Ісуса Христа Святих останніх днів Томас Монсон.
29 вересня 2018 року митрополит Переяславський і Білоцерківський Епіфаній освятив храм на честь Святих мучениць Віри, Надії, Любові та матері їх Софії.

## Географія
Середня висота над рівнем моря становить 160 м. Селом протікає річка Борщагівка.
Площа села становить 4,56 км.

## Населення
Кількість населення становить 6571 особу — це перепис населення 2001 року. На теперішній час[коли?] з врахуванням багатоповерхової забудови кількість населення зросла до 30 000 осіб.[джерело?] І це не межа, адже по генеральному плану заплановано 115 000 осіб, з них 100 000 — це міське населення. Густота населення 1441,01 особи/км.

### Мова
Розподіл населення за рідною мовою за даними перепису 2001 року:
| Мова            | Кількість | Відсоток |
| --------------- | --------- | -------- |
| українська      | 6226      | 94.75%   |
| російська       | 302       | 4.60%    |
| білоруська      | 16        | 0.24%    |
| польська        | 7         | 0.11%    |
| вірменська      | 3         | 0.05%    |
| болгарська      | 1         | 0.01%    |
| інші/не вказали | 16        | 0.24%    |
| Усього          | 6571      | 100%     |

## Навчальні заклади

### Софіївсько-Борщагівська спеціалізована загальноосвітня середня школа
Навчально-виховний комплекс I—III ступенів акредитації, підпорядковується Бучанській районній державній адміністрації. Завдяки статусу спеціалізованої школи дозволяє учням отримати поглиблені знання з англійської мови, а також вивчати другу іноземну мову — на вибір німецьку, французьку або іспанську.
У школі функціонують кабінети інноваційних технологій, кабінет-майстерня образотворчого мистецтва, кабінет естетичних наук, музики, кабінет «Світлиця рідної мови».
Школа села сильна своїми традиціями, які об'єднують покоління, зміцнюють зв'язок минулого і сучасного, формують особистість дитини, збагачують її світогляд загальнолюдськими та національними цінностями. Виховувати патріотів рідної землі — чи не найважливіша складова усієї роботи навчального закладу.
За сприяння сільського голови Кудрика Олеся Тимофійовича та Софіївсько-Борщагівської сільської ради у 2018 році розпочато реконструкцію та будівництво приміщень нової школи, що дозволить збільшити кількість учнів майже в тричі . Також у 2021 році сільською радою заплановано початок будівництва ще однієї загальноосвітньої школи з дошкільним закладом по вул .Зоряній в с. Софіївська Борщагівка. Таким чином село зайняло перше місце по розвитку дошкільних та шкільних закладів в районі.

### Дошкільний навчальний заклад (ясла-садок) «Золотий колосок»
Педагогічний колектив садочка налічує в собі 24
педагогів: завідувач, вихователь — методист, практичний психолог, вчитель — логопед, два музичні керівники, інструктор з фізичного
виховання, вчитель англійської мови та 16 вихователів.

### Місцева влада
Адреса Борщагівської сільської громади: Київська обл., Бучанський р-н, с. Петропавлівська Борщагівка, вул. Ярослава Мудрого, 1-а.
Загальний склад колишньої Софіївсько-Борщагівської ради: 33 особи. Після чергових виборів до органів місцевого самоврядування які відбулися 25.10.2015 року, працювала Софіївсько-Борщагівська сільська рада 8 (восьмого) скликання.

Храм мормонів в Києві

## Релігія
Церква Віри, Надії, Любові та їхньої матері Софії (Православна церква України)
Храм Казанської ікони Божої Матері (Українська православна церква Московського патріархату)
Київська Борщагівська Церква МСЦ ЄХБ
Християнська Церква "Соборна" (п'ятидесятники)
Церква "Благодать" (п'ятидесятники)
Церква "Пробудження" (баптизм)
Київський український храм (Церква Ісуса Христа Святих останніх днів)
Зал царства свідків Єгови (Свідки Єгови)

## Дружні міста
Саффолк, США
Віттіер, США
Саут Солт-Лейк, США

## Галерея

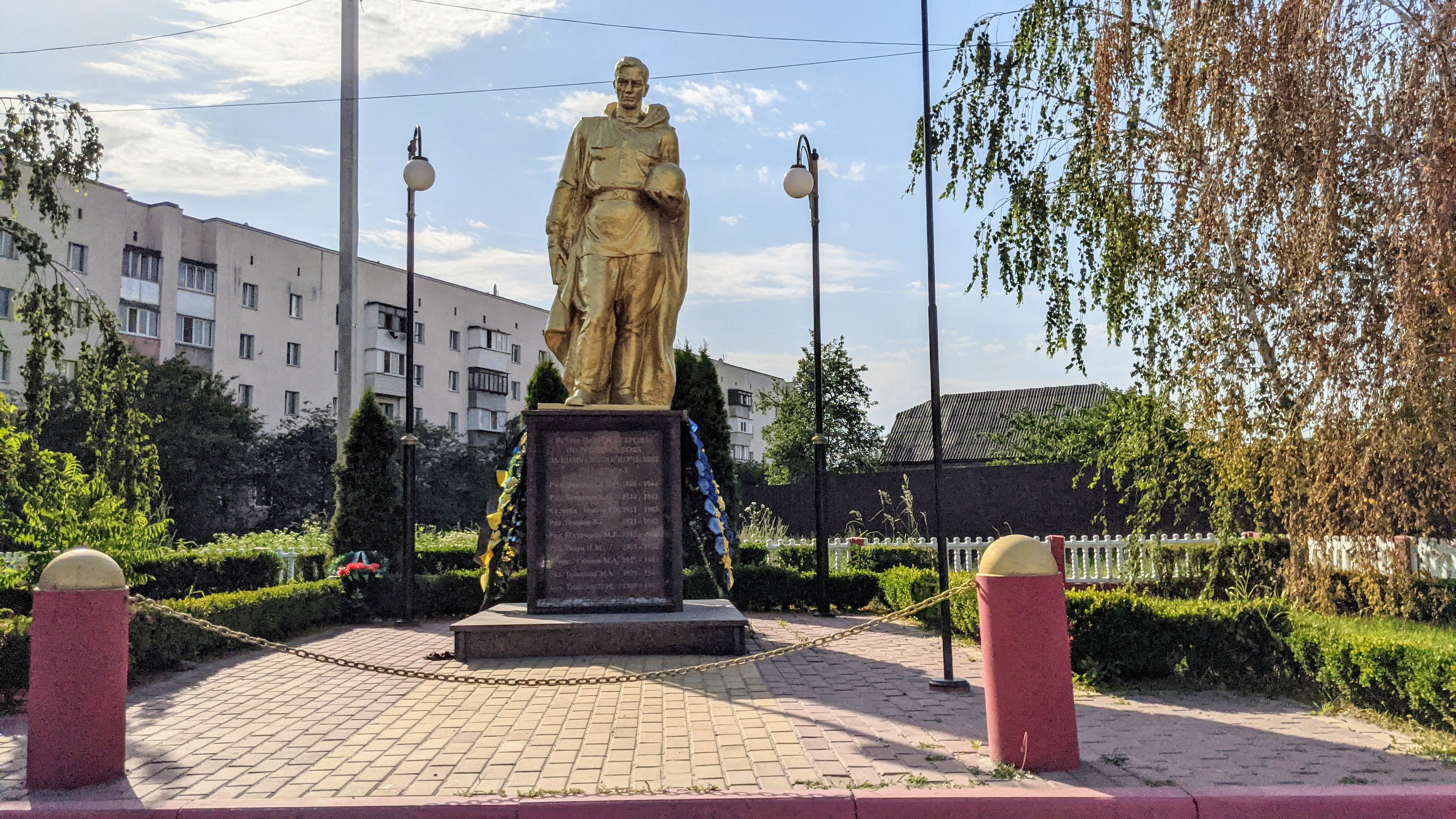
Меморіал воїнах Другої світової війни
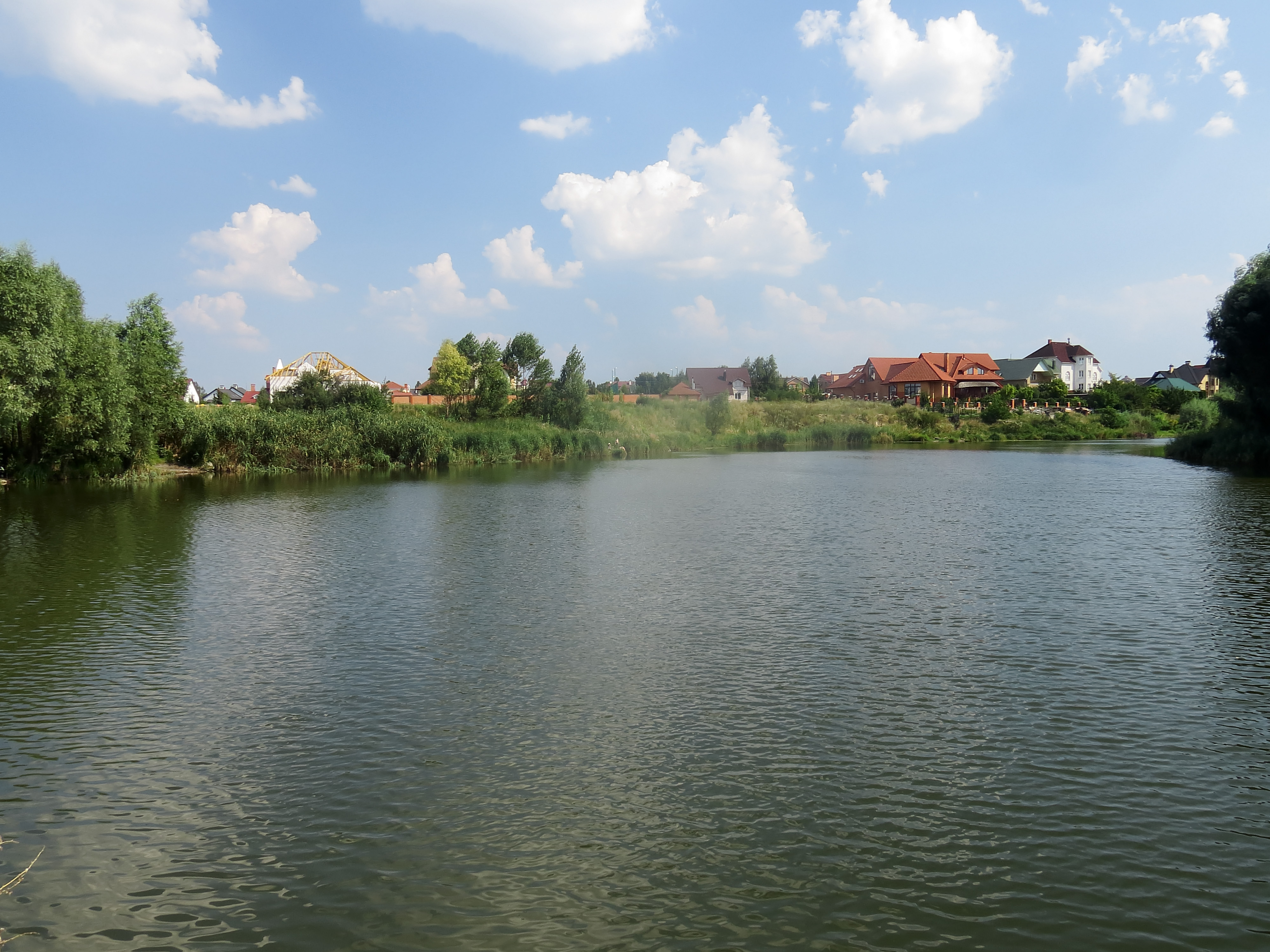
Міський ставок
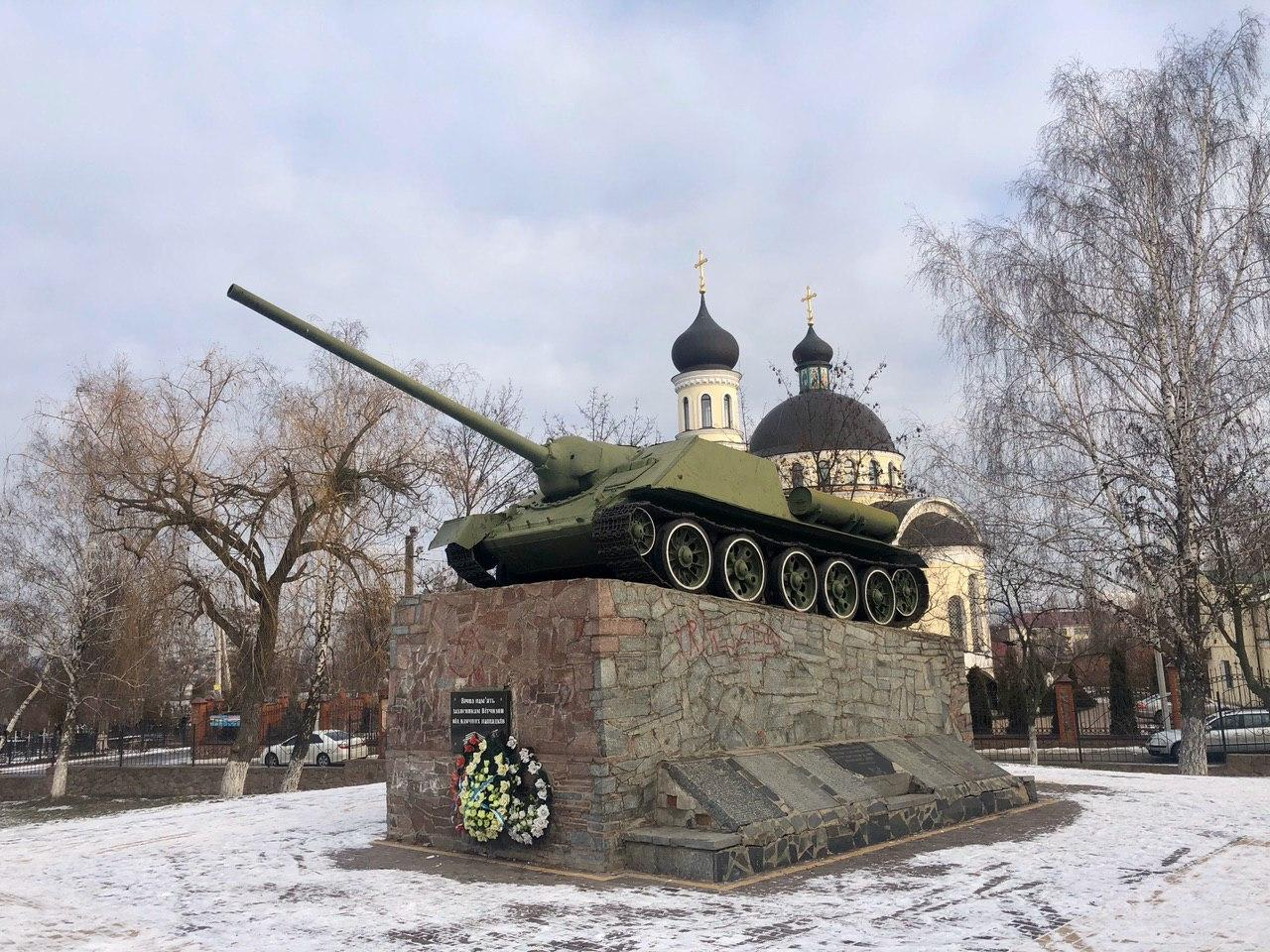
Пам'ятник СУ-100 в селі Софіївська Борщагівка
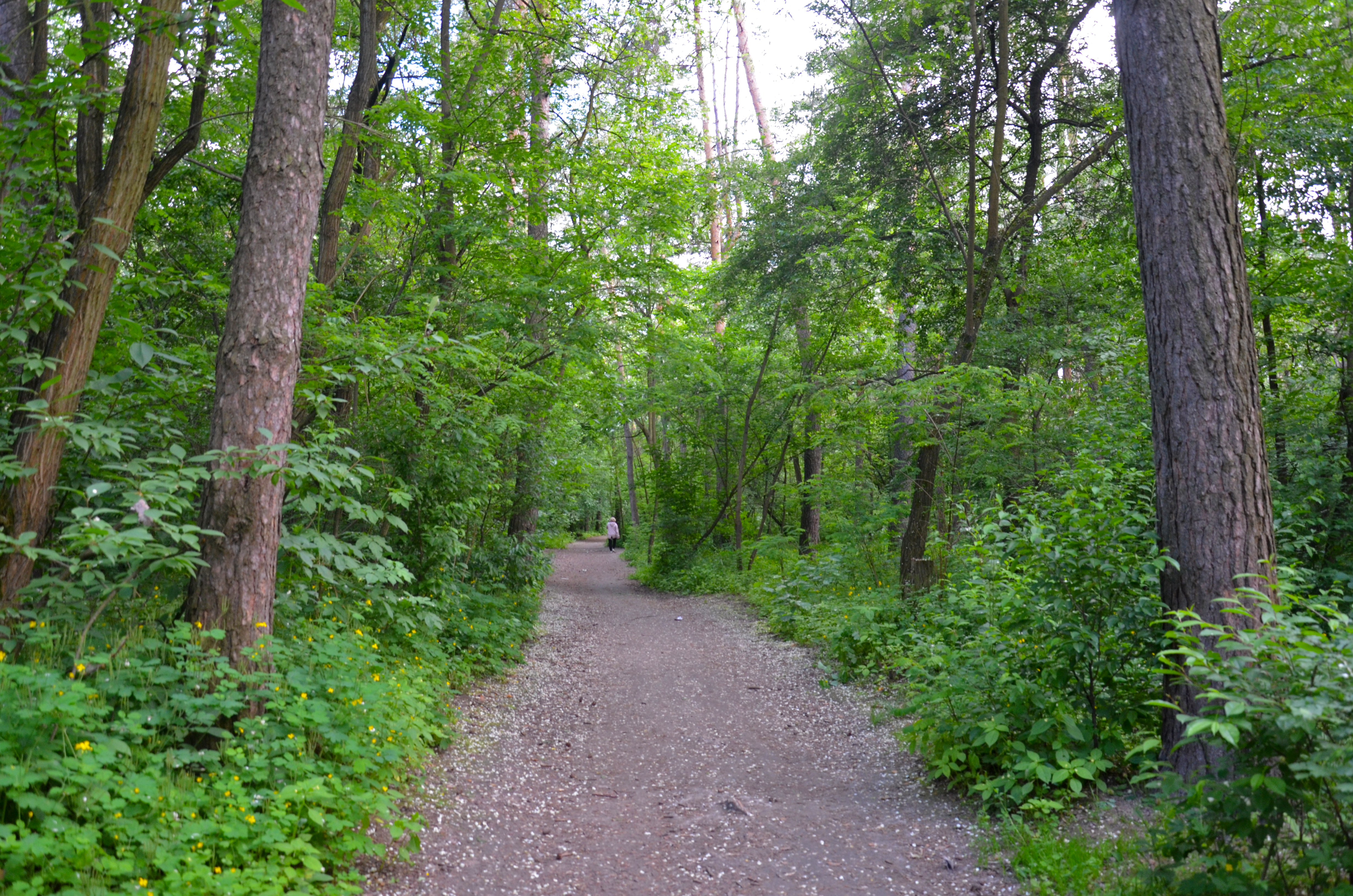
Заказник Зелена брама, с. Софіївська Борщагівка

## Постаті
- Будник Сергій Іванович (нар. 1965) — український правник.
- Ільченко Сергій Васильович (1982—2015) — сержант Збройних сил України, учасник російсько-української війни.
- Шупик Григорій Сакович (1915—1992) — радянський військовий льотчик.